# Zero Assoluto (gruppo musicale)
Gli Zero Assoluto sono un gruppo musicale pop italiano di Roma formato da Thomas De Gasperi e Matteo Maffucci.
Hanno ottenuto il loro maggior successo nell'estate del 2005 con il singolo Semplicemente che è rimasto per trenta settimane di seguito in classifica nello stesso anno. Il brano è stato poi inserito nel secondo album del duo Appena prima di partire uscito nel marzo 2007. Nel 2009 il singolo Per dimenticare del loro terzo album Sotto una pioggia di parole, è stato utilizzato come colonna sonora del film Scusa ma ti voglio sposare di Federico Moccia del 2010.

## Storia

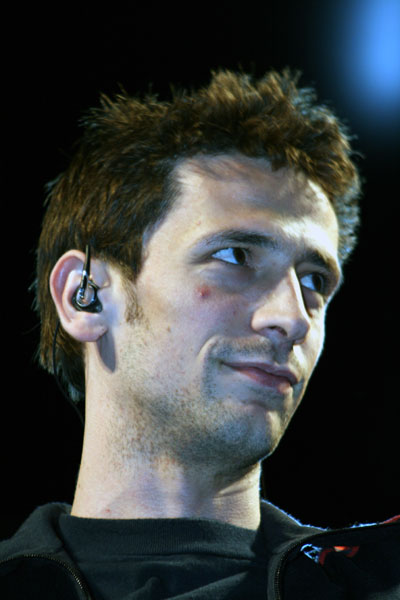
Matteo Maffucci

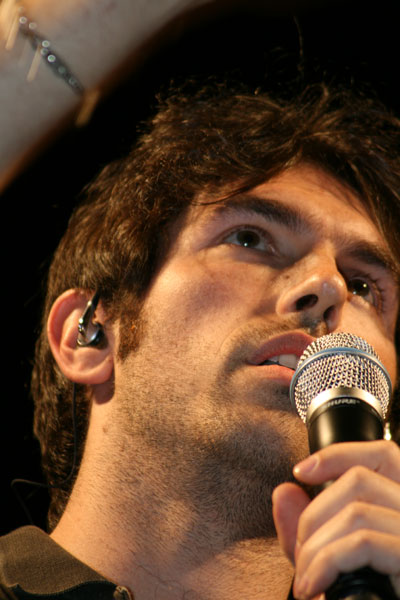
Thomas De Gasperi

Matteo Maffucci, figlio di Mario Maffucci, direttore del Festival di Sanremo dal 1982 al 2000, e Thomas De Gasperi si conoscono sui banchi di scuola del Liceo Ginnasio Statale "Giulio Cesare" di Roma. Muovono i primi passi nella scena hip hop romana con la canzone In due per uno zero, pubblicata sulla compilation Nati per rappare vol. 2.
Il loro singolo d'esordio esce però nel 1999 e si intitola Ultimo capodanno. La canzone è cantata con la collaborazione del rapper Chef Ragoo. Nel singolo è contenuta anche la canzone Mi casa es su casa. Alla realizzazione del video della canzone partecipano anche i giocatori della Roma, squadra di cui gli Zero Assoluto sono tifosi: nel clip infatti Francesco Totti calcia in aria un pallone che arriva nello spazio e distrugge un meteorite che minaccia la Terra. La pubblicazione di Ultimo capodanno è seguita da quella del singolo Zeta A.

### Gli anni duemila
Nel 2001 esce il singolo Come voglio. Al video della canzone partecipa Sarah Felberbaum. Nel 2002 iniziano a collaborare con i produttori Danilo Pao ed Enrico Sognato. Nel 2003 i due cantanti pubblicano altri due singoli, Magari meno e Tu come stai. Nel 2004 Thomas e Matteo esordiscono in televisione, conducendo Terzo piano, interno B su Hit Channel (oggi RTL 102.5 Television, canale televisivo dell'omonima emittente radiofonica).
Cominciano ad acquisire una certa notorietà passando alla radio sulla stazione RTL 102.5 con la trasmissione Suite 102.5 in cui intrattengono il pubblico radiofonico (ma anche quello televisivo perché il programma va anche in onda su RTL 102.5 Television) con aneddoti, news e chiacchiere con gli ascoltatori, ai quali viene chiesto di intervenire su un argomento proposto da Matteo e Thomas. Questa trasmissione è in onda nella fascia di prima serata (dalle 21:00 alle 24:00).
Sempre nel 2004 esce il singolo, Mezz'ora, che anticipa il loro primo album Scendi. Da questo album, che oltre a Mezz'ora raccoglie anche i precedenti Magari meno e Tu come stai, viene estratto il singolo Minimalismi, che gode di un buon successo rispetto ai precedenti.

#### Il successo
Nell'estate 2005 gli Zero Assoluto conquistano il doppio disco di platino con Semplicemente, canzone esclusa lo stesso anno dal Festival di Sanremo, che rimane in classifica per trenta settimane, raggiungendo il secondo posto come massima posizione.
Il successo arriva l'anno successivo con la partecipazione al Festival di Sanremo 2006 nella categoria Gruppi con la canzone Svegliarsi la mattina che si classifica seconda nella rispettiva categoria raggiungendo, inoltre, la finale della manifestazione che, quell'anno, prevede solo otto finalisti su trenta partecipanti. Il duo si esibisce insieme a Niccolò Fabi nella serata del venerdì, dedicata ai duetti. Il gruppo riesce a conquistare con il singolo contenente la traccia sanremese la vetta della classifica settimanale, aggiudicandosi tre dischi di platino. Svegliarsi la mattina si salda in prima posizione per otto settimane e resta in top ten per ben venticinque (fino al 18 agosto 2006). È il singolo più venduto dell'anno in Italia.
Dopo il successo di Svegliarsi la mattina viene pubblicato il singolo Sei parte di me, che raggiunge la prima posizione il 7 luglio, tornandovi il 18 agosto per altre due settimane, e conquista due dischi di platino. Con questo brano il duo partecipa al Festivalbar 2006, vincendo il premio Rivelazione dell'anno.
Nell'autunno dello stesso anno gli Zero Assoluto collaborano con l'artista Nelly Furtado duettando nella canzone All Good Things (Come to an End), pubblicata come bonus track dell'edizione italiana dell'album Loose della cantante.

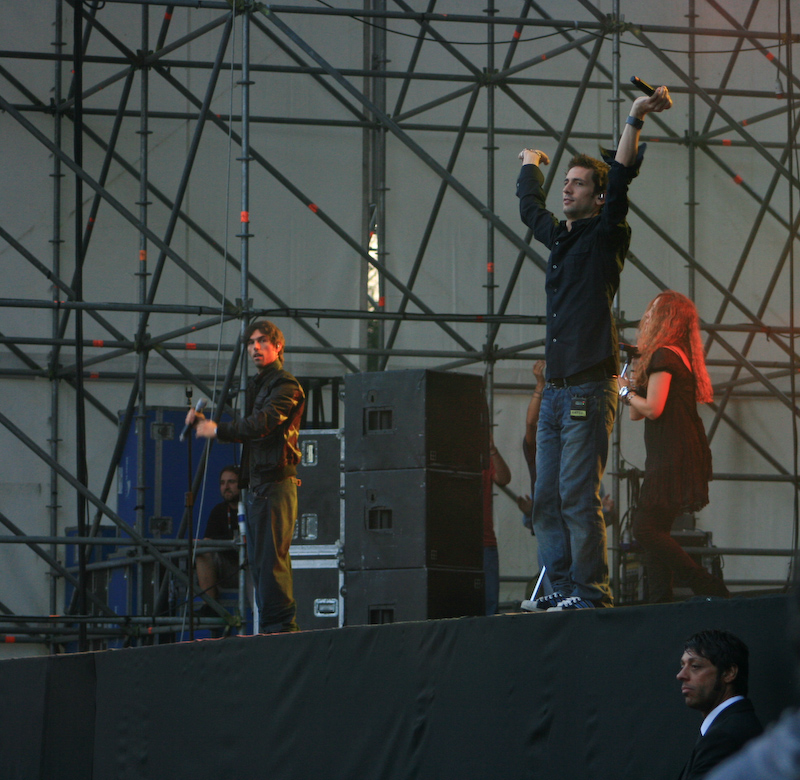
Zero Assoluto in concerto nel 2007

Partecipano poi al Festival di Sanremo 2007 con il brano Appena prima di partire. Nella serata di giovedì 1º marzo gli Zero Assoluto eseguono la canzone accompagnati da Nelly Furtado. La canzone si classificherà nona nella classifica finale della manifestazione.
Il 2 marzo 2007 esce il loro secondo album, Appena prima di partire, che contiene i singoli di successo Semplicemente, Svegliarsi la mattina e Sei parte di me e 8 inediti. L'album, dopo poco più di un mese dall'uscita, conquista il disco di platino, con oltre 100 000 copie vendute. Il 7 maggio esce nelle radio la versione di Appena prima di partire con la partecipazione di Nelly Furtado (già presentata al Festival); il 25 maggio 2007 esce il quinto singolo estratto dall'album, Meglio così. A metà maggio 2007 ha inizio il tour Zero Assoluto Live, che porta Matteo e Thomas a suonare in giro per l'Italia con più di 40 date. L'8 settembre si esibiscono a piazza di Siena e Villa Borghese a Roma per la Notte bianca in un concerto iniziato alle 6 del mattino.
Dal 15 ottobre 2007 gli Zero Assoluto conducono Vale tutto, il primo quiz in onda su MTV e inoltre in una puntata diventano loro stessi concorrenti. Il 16 novembre esce il DVD Zero Assoluto Extra, che contiene tutti i videoclip degli Zero Assoluto (tranne Ultimo capodanno e Come voglio), backstage, filmati non utilizzati nei videoclip, immagini live riprese durante i tour, interviste, una galleria fotografica e il videoclip di Appena prima di partire feat Nelly Furtado.
Tre canzoni estratte da Appena prima di partire: Seduto qua, Semplicemente e Quello che mi davi tu, vengono inserite nella colonna sonora di Scusa ma ti chiamo amore, tratto dall'omonimo romanzo di Federico Moccia. Nel film è anche presente una scena registrata durante una tappa del tour degli Zero Assoluto tenutasi il 29 settembre 2007 a Caserta.
Dal gennaio 2008 cessa la conduzione del loro programma Suite 102.5, che andava in onda su RTL 102.5. Dal 1º settembre tornano in radio, su R101, con Da Zero a 101. Intanto esce in Germania e in Francia il singolo Win or Lose (Appena prima di partire), versione internazionale con Nelly Furtado della canzone che hanno proposto al Festival di Sanremo 2007.
Il 7 aprile 2009 esce il libro Sotto una pioggia di parole - Appunti disordinati di un disco. Si tratta di un diario, che Matteo e Thomas hanno tenuto sul loro sito ufficiale, in cui hanno annotato e condiviso con i fan tutto quello che i loro occhi hanno visto e sentito. Questo diario ora è diventato un libro, che si completa con l'anticipazione di 8 testi (Come la fortuna, Grazie, Ripensandoci, Roma che non sorridi quasi mai, Sotto una pioggia di parole, Per dimenticare, Volano i pensieri, Non guardarmi così...) contenuti nel prossimo disco e corredati di opinioni personali sul dove è nata la canzone.
Il 16 maggio dello stesso anno sono ospiti ai TRL Awards che si sono tenuti a Trieste.
Il 22 maggio 2009 esce il loro terzo album, Sotto una pioggia di parole, anticipato dal singolo Per dimenticare, destinato di lì a poco a diventare un tormentone estivo ed a procurare al gruppo l'ennesimo disco d'oro. Il duo decide di intraprendere un tour di oltre 45 concerti, toccando le principali città italiane.
Nel mese di ottobre esce il singolo Cos'è normale. Gli Zero Assoluto chiudono il 2009 con il concerto di Capodanno a Roma insieme al cantautore Antonello Venditti nella cornice del Colosseo.

### Gli anni duemiladieci
Nel febbraio 2010 annunciano la realizzazione della colonna sonora del film Scusa ma ti voglio sposare di Federico Moccia. Nello stesso anno esce Grazie, terzo singolo di Sotto una pioggia di parole, che arriva subito al top delle classifiche digitali.
Il 31 maggio 2011 viene pubblicato il loro quarto album, Perdermi, anticipato dal singolo Questa estate strana, in cui il duo romano ripropone sonorità pop rap.
Nel gennaio del 2014 viene pubblicato il singolo All'improvviso, seguito da Adesso basta, uscito il 14 aprile 2014. Essi hanno anticipato l'uscita del loro quinto album Alla fine del giorno, distribuito a partire dal 9 settembre 2014.
Dal 3 luglio 2015 è in radio e in tutti gli store digitali L'amore comune, che diventa il brano della Serie B 2015-2016. Il 13 dicembre 2015 viene annunciata da Carlo Conti la partecipazione del duo romano alla 66ª edizione del Festival di Sanremo nella sezione "Big" con il singolo Di me e di te, con il quale il gruppo non riesce a raggiungere la finale.
Il singolo ha inoltre anticipato l'uscita del loro sesto album in studio, anch'esso intitolato Di me e di te.

## Discografia

### Album in studio
- 2004 – Scendi
- 2007 – Appena prima di partire
- 2009 – Sotto una pioggia di parole
- 2011 – Perdermi
- 2014 – Alla fine del giorno
- 2016 – Di me e di te

### Colonne sonore
- 2010 – Scusa ma ti voglio sposare

### Singoli
- 1999 – Ultimo capodanno
- 1999 – Zeta A
- 2001 – Come voglio
- 2002 – Magari meno
- 2003 – Tu come stai
- 2004 – Mezz'ora
- 2004 – Minimalismi
- 2005 – Semplicemente
- 2006 – Svegliarsi la mattina
- 2006 – Sei parte di me
- 2007 – Appena prima di partire
- 2007 – Meglio così
- 2008 – Win or Lose (Appena prima di partire)
- 2009 – Per dimenticare
- 2009 – Cos'è normale (feat. Tiromancino)
- 2010 – Grazie
- 2011 – Questa estate strana
- 2011 – Perdermi
- 2011 – Se vuoi uccidimi
- 2014 – All'improvviso
- 2014 – Adesso basta
- 2014 – Un'altra notte se ne va
- 2015 – L'amore comune
- 2016 – Di me e di te
- 2016 – Una canzone e basta
- 2016 – Eterni
- 2016 – Il ricordo che lascio
- 2020 – Fuori noi (feat. Gazzelle)
- 2020 – Cialde
- 2021 – Astronave
- 2021 – Notti amarcord (con Peter White)
- 2022 – Psicologia sociale
- 2023 – Sardegna
- 2025 – 5cm

## Videografia

### Album video
- 2007 – Zero Assoluto Extra

### Video musicali
| Anno | Titolo                                                      | Regista/i                                                                                               |
| ---- | ----------------------------------------------------------- | --- |
| 1999 | Ultimo capodanno                                            | Alex Sikabonyi                                                                                          |
| 2001 | Come voglio                                                 | Alex Sikabonyi                                                                                          |
| 2002 | Magari meno                                                 | Cosimo Alemà                                                                                            |
| 2003 | Tu come stai                                                | Cosimo Alemà                                                                                            |
| 2004 | Mezz'ora                                                    | Cosimo Alemà                                                                                            |
| 2004 | Minimalismi                                                 | Cosimo Alemà                                                                                            |
| 2005 | Semplicemente                                               | Cosimo Alemà                                                                                            |
| 2006 | Svegliarsi la mattina                                       | Cosimo Alemà                                                                                            |
| 2006 | Sei parte di me                                             | Cosimo Alemà                                                                                            |
| 2007 | Appena prima di partire                                     | Cosimo Alemà                                                                                            |
| 2007 | Win or Lose (Appena prima di partire) (feat. Nelly Furtado) | Cosimo Alemà                                                                                            |
| 2007 | Meglio così                                                 | Cosimo Alemà                                                                                            |
| 2009 | Per dimenticare                                             | Cosimo Alemà                                                                                            |
| 2009 | Cos'è normale (feat. Tiromancino)                           | Cosimo Alemà                                                                                            |
| 2010 | Grazie                                                      | Daniele Persica                                                                                         |
| 2011 | Costellazioni                                               | Cosimo Alemà, Gianni Librobuono, Paolo Marchione, Romana Meggiolaro, Simone Pellegrini, Daniele Persica |
| 2011 | Perdermi                                                    | Cosimo Alemà                                                                                            |
| 2011 | Se vuoi uccidimi                                            | Cosimo Alemà                                                                                            |
| 2014 | All'improvviso                                              | Cosimo Alemà                                                                                            |
| 2014 | Adesso basta                                                | Cosimo Alemà                                                                                            |
| 2014 | Un'altra notte se ne va                                     | Cosimo Alemà                                                                                            |
| 2015 | L'amore comune                                              | Gaetano Morbioli                                                                                        |
| 2016 | Di me e di te                                               | Gaetano Morbioli                                                                                        |
| 2016 | Una canzone e basta                                         | Gaetano Morbioli                                                                                        |
| 2016 | Eterni                                                      | Giacomo Triglia                                                                                         |
| 2016 | Il ricordo che lascio                                       | Giacomo Triglia                                                                                         |
| 2020 | Cialde                                                      | Olmo Parenti                                                                                            |
| 2021 | Astronave                                                   | Olmo Parenti                                                                                            |
| 2023 | Sardegna                                                    | Valerio Tazza                                                                                           |

## Romanzi
- Giacomo Beck, Matteo Maffucci, Ore a caso, Utopia edizioni, 1998
- Matteo Maffucci, Sergio Colabona Ultimo stadio, Editori Riuniti, 2001
- Matteo Maffucci, Spielberg ti odio, Rizzoli, 2007
- Matteo Maffucci, Cascasse il mondo, Rizzoli, 2008
- Matteo Maffucci, La traiettoria casuale dell'amore, Rizzoli, 2013
- Matteo Maffucci, Prometto a me stesso la felicità, Rizzoli, 2021